# Балка Талова
Балка Талова — річка в Україні, у Довжанському районі Луганської області. Ліва притока Кундрючої (басейн Дону).

## Опис
Довжина річки 11 км, похил річки 8,8  м/км, найкоротша відстань між витоком і гирлом — 9,67  км, коефіцієнт звивистості річки — 1,14 . Площа басейну водозбору 34,2  км². Річка формується 8 загатами.

## Розташування
Бере початок на південно-західній околиці села Ананьївки. Тече переважно на південний захід і між селищами Хмельницьким та Криничним впадає у річку Кундрючу, праву притоку Сіверського Дінця.
Населені пункти вздовж берегової смуги: Панченкове, Кундрюче.
Річку перетинає автошлях Т 1305. Біля гирла річки проходить залізнична дорога, на якій неподалік від річки розташовані станції Бірюкове (РЗД) та Галута.